# Stjepan Filipović
Stjepan Filipović (n. 27 ianuarie 1916, Opuzen, cantonul Dubrovnik-Neretva, Croația – d. 22 mai 1942, Valjevo, Serbia sub ocupație germană⁠(d)) a fost un comunist iugoslav care a condus compania de partizani Tamnavsko-Kolubarski din Valjevo în timpul Revoltei partizanilor din 1941.
A fost capturat și executat în 1942 la Valjevo. Fotografia realizată cu puțin timp înainte de execuția lui a devenit un simbol al rezistenței împotriva fascismului în cel de-al Doilea Război Mondial și a fost expusă, printre alte locuri, în sediul central al Națiunilor Unite de la New York. El a fost proclamat postum Erou al Poporului din Iugoslavia în 1949.

## Biografie

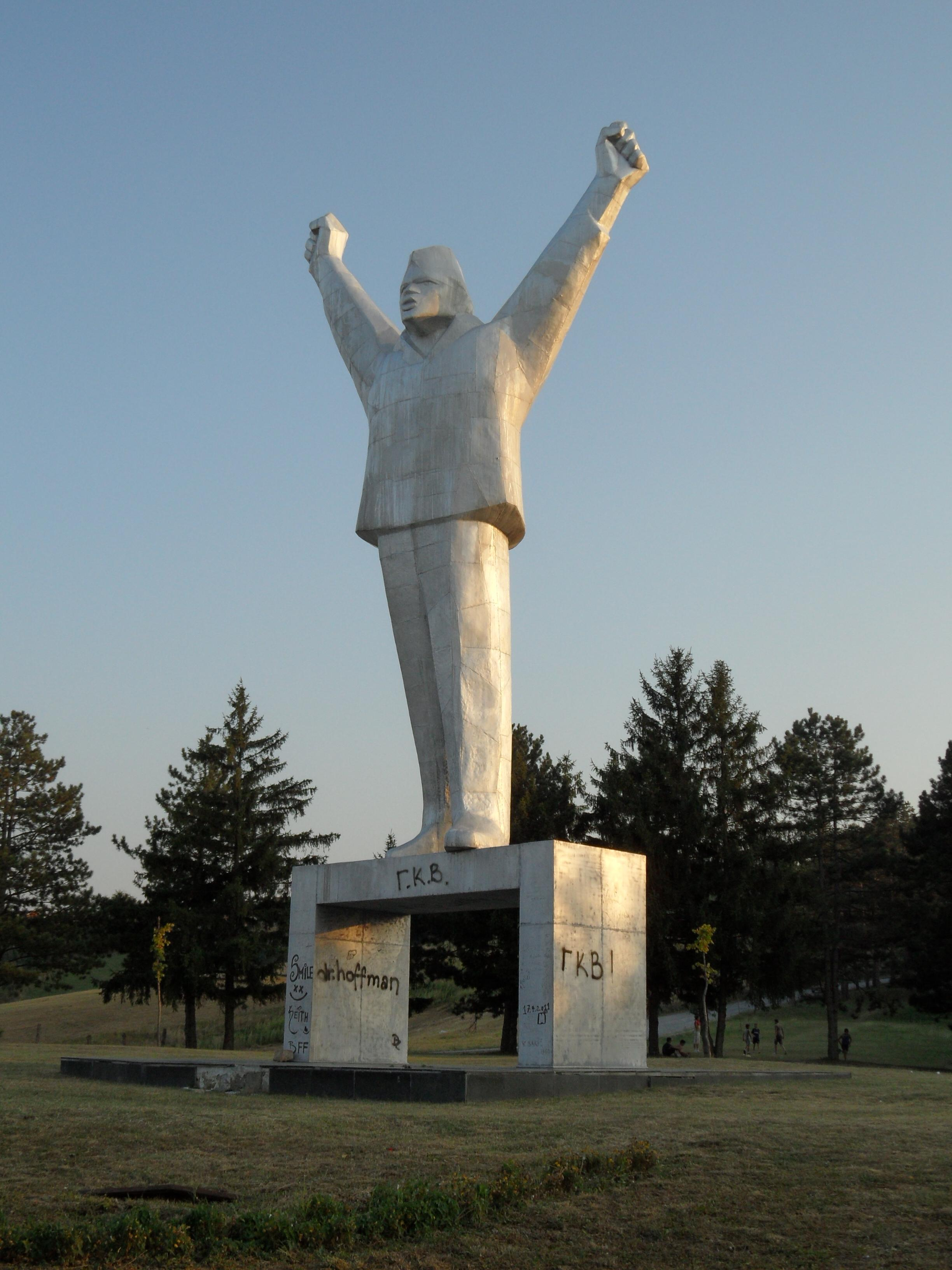
Monumentul lui Filipović din Valjevo

Stjepan Filipović s-a născut la 27 ianuarie 1916 în orășelul Opuzen (aflat astăzi în Croația) ca al treilea din cei copii ai lui Anton și Ivka Filipović. Familia Filipović s-a mutat prin tot Regatul Iugoslaviei, așa că el a locuit în Županja (Croația), Mostar (Bosnia-Herțegovina) și Kragujevac (Serbia). A învățat lăcătușeria la Kragujevac (un oraș industrial din centrul Serbiei), dar a stăpânit și elementele de bază ale meseriilor de electrician, tâmplar și legător de cărți. A lucrat ca lăcătuș la Kragujevac și s-a alăturat mișcării revoluționare a muncitorilor în 1937, dar a fost arestat în 1939 din cauza activității politice desfășurate și condamnat la un an de închisoare. După eliberare, a fost nevoit să plece din Kragujevac și s-a alăturat Partidului Comunist din Iugoslavia în 1940.
După declanșarea Campaniei din Balcani de către Germania Nazistă și invadarea Iugoslaviei de Wehrmacht în aprilie 1941, Filipović s-a întors la Kragujevac și s-a alăturat mișcării de partizani ce luptau împotriva ocupanților germani. A fost trimis în orașul Valjevo pentru a organiza și întări trupele de partizani de acolo și a avansat în grad în cadrul mișcării de partizani, devenind în cele din urmă comandantul unității de partizani Tamnavsko-Kolubarski. El a fost unul din organizatorii revoltei partizanilor din zona orașului Valjevo și a fost capturat de cetnici la 24 decembrie 1941, în urma unei trădări, și predat organelor de anchetă germane. Militarii germani l-au transportat la Belgrad, unde Filipović a fost interogat și torturat de ofițerii Gestapo, dar nu a divulgat informații organelor de anchetă.
A fost condamnat la moarte și adus la Valjevo, pentru a fi executat în fața locuitorilor orașului. Spânzurarea lui a avut loc în piața centrală a orașului la 22 mai 1942, iar aproximativ 3.000 de oameni au fost aduși cu forța să-i urmărească execuția. Înaintea executării sale Filipović a îndemnat mulțimea adunată să continue lupta împotriva ocupanților germani și a trădătorilor sârbi, iar, atunci când funia i-a fost pusă în jurul gâtului, a ridicat sfidător mâinile cu pumnii strânși și a strigat „Smrt fašizmu, sloboda narodu!”, care se traduce prin „Moarte fascismului, libertate pentru popor!”. În acel moment a fost făcută o fotografie care a devenit faimoasă și care a inspirat statuia lui Filipović din Valjevo.
Filipović a fost declarat erou național al Iugoslaviei la 14 decembrie 1949. În orașul Valjevo a fost înălțată o statuie dedicată lui, ce poartă inscripția „Stevan Filipović”. Un alt monument a fost construit în 1968 în orașul natal Opuzen, dar a fost demolat în 1991. În timpul războiului au murit și cei doi frați ai săi, Nikola și Šimun Filipović.

## Legături externe
- Narodni heroji Jugoslavije, Mladost, Belgrad, 1975.